# Halenia rhyacophila
Halenia rhyacophila är en gentianaväxtart som beskrevs av Allen. Halenia rhyacophila ingår i släktet Halenia och familjen gentianaväxter. Inga underarter finns listade i Catalogue of Life.